# Demopsestis punctigera
Demopsestis punctigera är en fjärilsart som beskrevs av Butler 1885. Demopsestis punctigera ingår i släktet Demopsestis och familjen sikelvingar. Inga underarter finns listade i Catalogue of Life.